# Rača (Priboj)
Rača (em cirílico: Рача) é uma vila da Sérvia localizada no município de Priboj, pertencente ao distrito de Zlatibor, na região de Stari Vlah. A sua população era de 1676 habitantes segundo o censo de 2011.

## Demografia
| 1948 | 1953 | 1961 | 1971 | 1981 | 1991 | 2002 | 2011 |
| ---- | ---- | ---- | ---- | ---- | ---- | ---- | ---- |
| 848  | 917  | 1056 | 1027 | 1018 | 1277 | 1313 | 1676 |